# Niclas Alexandersson
Jens Niclas Alexandersson (Halmstad, 29. prosinca 1971.) je bivši švedski nogometaš i nacionalni reprezentativac. Igrao je na poziciji desnog krila a bio je poznat po svojim driblinzima i izdržljivosti.

## Karijera

### Klupska karijera
Igrač je profesionalnu karijeru započeo 1988. u lokalnom Halmstadsu u kojem je igrao do sredine 1990-ih kada prelazi u IFK Göteborg. S novim klubom je 1996. osvojio švedsko prvenstvo te igrao u Ligi prvaka.
1997. godine kupuje ga tadašnji premijerligaš Sheffield Wednesday za 750.000 GBP. U tri godine koliko je proveo u klubu, Alexandersson je bio miljenik navijača koji su mu 2000. dodijelili Nagradu za igrača godine. Sam klub je te sezone ispao u drugu ligu dok je Niclasa kupio Everton za 2 milijuna GBP. Članom kluba bio je do 2004. kada se vraća u IFK Göteborg gdje je 2008. prekinuo igračku karijeru. Nakon toga posvetio se radu u klupskom projektu Änglagårdskolan. Radilo se o IFK-ovoj sportskoj školi u kojoj mladi talenti kombiniraju školske obveze zajedno s nogometom.
27. rujna 2009. mediji su počeli pisati o Alexanderssonovom povratku na nogometne terene dok je sam igrač dva dana nakon medijskih napisa počeo trenirati. S IFK-om je 2. listopada 2009. potpisao ugovor do kraja sezone a nakon toga se u potpunosti igrački umirovio.

### Reprezentativna karijera
Niclas Alexandersson je za Švedsku nastupao punih 15 godina te je u tom razdoblju skupio preko stotinu nastupa u nacionalnom dresu.
S reprezentacijom je nastupio na Olimpijadi u Barceloni kao i dva svjetska (2002. u Južnoj Koreji i Japanu te 2006. u Njemačkoj) i europska (2000. u Belgiji i Nizozemskoj te 2008. u Austriji i Švicarskoj) prvenstva.

##### Pogoci za reprezentaciju
| #  | Datum              | Mjesto                      | Protivnik  | Pogodak | Rezultat | Natjecanje                                         |
| -- | ------------------ | --------------------------- | ---------- | ------- | -------- | -------------------------------------------------- |
| 1. | 15. studenog 1995. | Stockholm, Švedska          | Turska     | 1 : 0   | 2 : 2    | Kvalifikacije za EURO 1996                         |
| 2. | 4. rujna 1999.     | Stockholm, Švedska          | Bugarska   | 1 : 0   | 1 : 0    | Kvalifikacije za EURO 2000                         |
| 3. | 8. rujna 1999.     | Luxembourg City, Luxembourg | Luxembourg | 0 : 1   | 0 : 1    | Kvalifikacije za EURO 2000                         |
| 4. | 10. travnja 1999.  | Tunis, Tunis                | Tunis      | 0 : 1   | 0 : 1    | Prijateljska utakmica                              |
| 5. | 6. lipnja 2001.    | Göteborg, Švedska           | Moldova    | 4 : 0   | 6 : 0    | Kvalifikacije za SP u Južnoj Koreji / Japanu 2002. |
| 6. | 2. lipnja 2002.    | Saitama, Japan              | Engleska   | 1 : 1   | 1 : 1    | SP u Južnoj Koreji / Japanu 2002.                  |

## Osvojeni trofeji

### Klupski trofeji
| Klub         | Trofej            | Godina  |
| Švedska      | Švedska           | Švedska |
| ------------ | ----------------- | ------- |
| IFK Göteborg | Švedsko prvenstvo | 1996.   |
| IFK Göteborg | Švedsko prvenstvo | 2007.   |
| IFK Göteborg | Švedski kup       | 2008.   |
| IFK Göteborg | Švedski Superkup  | 2008.   |

### Individualni trofeji
| Trofej                               | Godina |
| ------------------------------------ | ------ |
| Igrač godine u Sheffield Wednesdayju | 2000.  |

## Vanjske poveznice
- Transfermarkt.de
- Soccerway.com
- Football Database.eu
- Eurosport.yahoo.com